# Danh sách chương truyện Oshi no Ko – Dưới ánh hào quang
Oshi no Ko – Dưới ánh hào quang là một bộ manga Nhật Bản được viết cốt truyện bởi Akasaka Aka và minh họa bởi Yokoyari Mengo. Oshi no Ko phát hành trên tạp chí Tuần san Young Jump của nhà xuất bản Shueisha từ tháng 4 năm 2020 đến tháng 11 năm 2024 và các chương của nó được biên soạn trong 16 tập tankōbon đến tháng 12 năm 2024. Bộ truyện đã được cấp phép để phát hành tại Bắc Mỹ bởi Yen Press và được xuất bản đồng thời bởi Shueisha trên nền tảng Manga Plus của họ. Bộ truyện theo chân một bác sĩ và bệnh nhân vừa qua đời của anh, cả hai người được tái sinh thành cặp song sinh của một thần tượng nổi tiếng của Nhật Bản và men theo những thăng trầm của ngành giải trí nước này khi họ cùng nhau lớn lên.
Tại Việt Nam, trong năm 2023, bộ truyện đã được Công ty Cổ phần Xuất bản và Truyền thông IPM mua bản quyền phát hành với tập đầu tiên được ra mắt vào tháng 9 năm 2023.

## Danh sách
| 1. "Mẹ và con" (母と子 Haha to Ko) 2. "Anh trai và em gái" (兄と妹 Ani to Imōto) 3. "Người trông trẻ" (ベビーシッター Bebīshittā) 4. "Cách để tạo nên một nụ cười" (笑顔の作り方 Egao no Tsukurikata) 5. "Đạo diễn và diễn viên" (監督と女優 Kantoku to Joyū) 6. "Diễn viên nhí" (子役達 Koyaku-tachi) | 1. "Sự thất bại bắt rễ từ nỗi sợ thất bại" (転ぶの恐れれば余計に転ぶ Korobu no Osorereba Yokei ni Korobu) 2. "Ai Hoshino phần 1" (星野アイ前編 Hoshino Ai Zenpen) 3. "Ai Hoshino phân 2" (星野アイ後編 Hoshino Ai Kōhen) 4. "Khởi đầu mới" (イントロダクション Intorodakushon) |

| 1. "Buổi thử giọng" (オーディション Ōdishon) 2. "Lựa chọn thứ ba" (三つ目の選択肢 Mittsume no Sentakushi) 3. "Nhập học" (手続き Tetsudzuki) 4. "Sự kết nỗi" (コネクション Konekushon) 5. "Bộ phim chuyển thể từ manga" (漫画原作ドラマ Manga Gensaku Dorama) 6. "Kỹ năng diễn xuất" (演技力 Engi-ryoku) | 1. "Diễn xuất" (演出 Enshutsu) 2. "Sự khen ngợi" (小さな称賛 Chīsana Shōsan) 3. "Chương trình đào tạo nghệ thuật" (芸能科 Geinō-ka) 4. "Gia nhập" (加入 Kanyū) |

| 1. "Chương trình hẹn hò thực tế" (恋愛リアリティショー Ren'ai Riariti Shō) 2. "Công bố Idol" (自称アイドル Jishō Aidoru) 3. "Để lại dấu ấn" (爪痕 Tsumeato) 4. "Tìm kiếm" (エゴサーチ Ego Sāchi) 5. "Sự phẫn nộ (炎上 Enjō) 6. "Bão tố" (嵐 Arashi) | 1. "Tiếng vang" (バズ Bazu) 2. "Nhập vai" (役作り Yaku Tsukuri) 3. "Bản sao hoàn hảo" (完コピ Kan Kopi) 4. "Lần đầu" (初めて Hajimete) |

| 1. "Chương trình hẹn hò thực tế" (今ガチ Ima Gachi) 2. "Tuổi hợp pháp" (適正年齢 Tekisei Nenrei) 3. "Động lực" (モチベーション Mochibēshon) 4. "Trung tâm" (センター Sentā) 5. "Tinh thần trách nhiệm" (責任感 Sekinin-kan) 6. "Đêm trước buổi diễn" (前夜 Zen'ya) | 1. "Áp lực" (プレッシャー Puresshā) 2. "Không chọn bên nào cả" (箱推し Hako Oshi) 3. "Một công việc khó chịu" (ちょっと楽しいお仕事 Chotto Tanoshī Oshigoto) 4. "Cạnh tranh" (負けず嫌い Makezugirai) |

| 1. "Gặp mặt dàn diễn viên" (顔合わせ Kaoawase) 2. "Diễn thử" (読み合わせ Yomiawase) 3. "Kẻ thua định sẵn" (負けヒロイン Make Hiroin) 4. "Khách quý" (見学 Kengaku) 5. "Trò chơi truyền tin" (伝言ゲーム Dengon Gēmu) 6. "Sân khấu" (箱 Hako) | 1. "Tham quan" (職場訪問 Shokuba Hōmon) 2. "Nước rút" (修羅場 Shuraba) 3. "Viết lại" (リライティング Riraitingu) 4. "Diễn xuất có hồn" (感情演技 Kanjō Engi) |

| 1. "Nhận định" (考察 Kōsatsu) 2. "Bạn trai, bạn gái" (カレシカノジョ Kareshi Kanojo) 3. "Tiến bộ" (軟派 Nanpa) 4. "Mâu thuẫn" (対立軸 Tairitsu-jiku) 5. "Mở màn" (開幕 Kaimaku) 6. "Trận chiến đầu tiên" (緒戦 Shosen) | 1. "Kẻ bất tài" (ヘタクソ Heta Kuso) 2. "Trưởng thành" (成長 Seichō) 3. "Ngưỡng mộ" (憧れ Akogare) 4. "Mặt trời" (太陽 Taiyō) |

| 1. "Linh động" (受け Uke) 2. "Ứng biến" (アドリブ Adoribu) 3. "Nữ diễn viên thiên tài" (天才役者 Tensai Yakusha) 4. "Kích động" (トリガー Torigā) 5. "Hối hận" (後悔 Kōkai) 6. "Hạ màn" (閉幕 Heimaku) | 1. "Liên hoan" (飲み会 Nomikai) 2. "Hé lộ" (開放 Kaihō) 3. "Room Tour" (ルームツアー Rūmu Tsuā) 4. "Nhiệt huyết" (火 Hi) |

| 1. "Cầu vượt" (歩道橋 Hodōkyō) 2. "Tự do" (自由 Jiyū) 3. "Thông minh" (スマート Sumāto) 4. "Takachiho" (高千穂 Takachiho) 5. "Hai người mẹ" (母親と母親 Hahaoya to Hahaoya) 6. "Music Video" (MV ) | 1. "Đoàn tụ" (再会 Saikai) 2. "Lợi dụng" (利用 Riyō) 3. "Nhiệm vụ" (役目 Yakume) 4. "Cầu nguyện" (願い Negai) |

| 1. "Phát triển" (躍進 Yakushin) 2. "B-Komachi mỗi khi đêm đến" (B小町の夜 B-Komachi no Yoru) 3. "Mê muội" (入れ込み Irekomi) 4. "Đề xuất ý tưởng" (売り込み Urikomi) 5. "Tính toán" (打算 Dasan) 6. "Trợ lý đạo diễn" (AD ) | 1. "Dối trá" (空音 Sorane) 2. "Lời đề nghị" (オファー Ofā) 3. "Cosplay" (コスプレ Kosupure) 4. "Nguyên tắc" (コンプライアンス Konpuraiansu) |

| 1. "Tiến thật sâu" (深堀り Fukaboriri) 2. "Nghi thức rửa tội" (禊 Misogi) 3. "Rò rỉ" (リーク Rīku) 4. "Bước đột phá" (躍進 Yakushin) 5. "Điểm mù" (盲目 Mōmoku) 6. "Đóa hồng trắng" (白薔薇 Shirosōbi) | 1. "Đồng hành" (一緒に Issho ni) 2. "Lạc lối" (道を外す Michi o hazusu) 3. "Cạn ly" (飲み Nomi) 4. "Công việc" (営業 Eigyō) |

| 1. "Rắc rối" (窮地 Kyūchi) 2. "Idol và tình yêu" (アイドルと恋愛 Aidoru to ren'ai) 3. "Scandal" (スキャンダル Sukyandaru) 4. "Giải pháp" (対策 Taisaku) 5. "Tin tức" (記者 Kisha) 6. "Rạn nứt" (決裂 Ketsuretsu) | 1. "Tình bạn" (友達 Tomodachi) 2. "Kế hoạch" (計画 Keikaku) 3. "Bóng đêm" (夜 Yoru) 4. "Khởi nguồn" (それが始まり Sore ga hajimari) |

| 1. "Tiền bạc và tham vọng" (拝金と情熱 Haikin to jōnetsu) 2. "Tương lai" (未来に向けて Mirai ni mukete) 3. "Hoạt động thương mại" (商業作品 Shōgyō sakuhin) 4. "Buổi thử vai" (個人間オーディション Kojin-kan ōdishon) 5. "Vai diễn" (役 Yaku) 6. "Trách nhiệm" (責任 Sekinin) | 1. "Gấu trúc" (パンダ Panda) 2. "Khởi động" (始動 Shidō) 3. "Mẹ ruột" (実母 Jitsubo) 4. "Vấn đề kỹ năng" (実力不足 Jitsuryokubusoku) |

| 1. "Tendouji Sarina" (天童寺さりな Tendōji Sarina) 2. "Bác sĩ" (せんせ Sense) 3. "Nước đi sai lầm" (悪手 Akushu) 4. "Đảo chiềul" (反転 Hanten) 5. "Hoa lệ" (眩 Mabayu) 6. "Quản lý" (マネジメント Manejimento) 7. "Chiêu mộ" (ガールスカウト Gārusukauto) | 1. "Kịch bản" (本読み Hon Yomi) 2. "Mảnh ghép" (ピース Pīsu) 3. "Chiến lược" (基本戦術 Kihon Senjutsu) - Ngoại truyện 1 - Ngoại truyện 2 - Ngoại truyện 3 - Ngoại truyện 4 |

| 1. "Chuộc tội" (贖罪 Shokuzai) 2. "Nino" (ニノ) 3. "Vở kịch" (芝居 Shibai) 4. "Sâu xa" (奥底 Okusoko) 5. "Kề vai" (傍 Hata) 6. "Xung đột" (喧嘩 Kenka) 7. "Idol" (偶像 Gūzō) 8. "Chuộc lỗi" (清算 Seisan) 9. "Ngoại hình" (ルッキズム Rukkizumu) 10. "Có đúng không?" (正しいですか? Tadashīdesu Ka?) 11. "Xích" (連鎖 Rensa) |

| 1. "Trách nhiệm" (責任 Sekinin) 2. "Người theo dõi mù" (全肯定オタク Zen Kōtei Otaku) 3. "Người hâm mộ bản gốc" (原作ファン Gensaku Fan) 4. "Những đứa trẻ" (子供たち Kodomo-tachi) 5. "Vai trò" (役柄 Yakugara) 6. "ƯỚC" (願い Negai) 7. "Cuối hè" (夏の終わり Natsu no Owari) 8. "Bên bờ biển" (海にて Umi Nite) 9. "Dao" (ナイフ Naifu) 10. "Bắt bóng" (キャッチボール Kyatchi Bōru) 11. "Phỏng vấn" (インタビュー Intabyū) |

| 1. "Viễn tưởng" (フィクション Fikushon) 2. "15 năm nói dối" (１５年の嘘 Jūgo-Nen no Uso) 3. "Kết cuộc hạnh phúc" (ハッピーエンド Happīendo) 4. "Ảnh chế" 5. "Một ngày bình thường, một ngày tuyệt vời" (なんにもない日、すてきな日 Nan'nimo Nai Ji, Sutekinahi) 6. "Ngọc" (宝石 Hōseki) 7. "Cộng hưởng" (共振 Kyōshin) 8. "Mắt" 9. "Tương lai" (未来 Mirai) 10. "Aqua Hoshino" (星野アクア Hoshino Akua) 11. "Bạn" (君 Kimi) 12. "Đêm chung kết" (終幕 Shūmaku) 13. "Và sau đó" (そして Soshite) 14. "Ngôi sao" (星 Hoshi) |